# Los suicidas
Los suicidas es una película argentina de 2005 dirigida por Juan Villegas y protagonizada por Daniel Hendler y Leonora Balcarce. El guion fue escrito por Villegas, basado en la novela homónima de Antonio Di Benedetto.

## Argumento
Se trata de la historia de un periodista que debe redactar un artículo a partir de la fotografía de un presunto suicida.

## Reparto
- Daniel Hendler como Daniel
- Leonora Balcarce como Marcela
- Camila Toker como Julia
- Elvira Villariño como Madre
- Mariel Laura Sanchez como Marianita
- Laura Agorreca como Blanca
- Eugenia Alonso como Bibi
- Mario Mahler como Jefe
- Liliana Weimer como Viuda